# Frederico Ferreira Silva
Frederico Ferreira Silva (* 18. März 1995 in Caldas da Rainha) ist ein portugiesischer Tennisspieler.

## Karriere
Frederico Ferreira Silva spielt hauptsächlich auf der ATP Challenger Tour und der ITF Future Tour. Er feierte bislang drei Einzel- und sieben Doppelsiege auf der Future Tour.
Sein Debüt im Doppel auf der ATP World Tour gab er im April 2013 bei den Portugal Open, wo er zusammen mit Leonardo Tavares ein Doppelpaar bildete. Sie verloren jedoch bereits ihr Auftaktdoppel gegen David Marrero und Marcelo Melo. Im darauffolgenden Jahr erhielt Silva erneut eine Doppel-Wildcard für die Portugal Open, verlor jedoch, dieses Mal an der Seite von Rui Machado, erneut in der Auftaktrunde der Doppelkonkurrenz.
Frederico Ferreira Silva spielt seit 2014 für die portugiesische Davis-Cup-Mannschaft. Für diese trat er in zwei Begegnungen an, wobei er im Einzel eine Bilanz von 1:1 aufzuweisen hat.

## Erfolge
| Legende (Anzahl der Siege)  |
| Grand Slam                  |
| ATP World Tour Finals       |
| ATP World Tour Masters 1000 |
| ATP World Tour 500          |
| ATP World Tour 250          |
| ATP Challenger Tour (1)     |

| ATP-Titel nach Belag |
| Hartplatz (0)        |
| Sand (0)             |
| Rasen (0)            |

### Doppel

#### Turniersiege
| Nr. | Datum           | Turnier      | Belag | Partner      | Finalgegner                     | Ergebnis |
| --- | --------------- | ------------ | ----- | ------------ | ------------------------------- | -------- |
| 1.  | 4. Oktober 2015 | Porto Alegre | Sand  | Gastão Elias | Cristian Garín Juan Carlos Sáez | 6:2, 6:4 |